# Neuffen
Neuffen är en stad i Landkreis Esslingen i regionen Stuttgart i Regierungsbezirk Stuttgart i förbundslandet Baden-Württemberg i Tyskland.
Kommunen ingår i kommunalförbundet Stadt Neuffen tillsammans med kommunerna Beuren och Kohlberg.